# Aeroporto di Enfida-Hammamet
L'Aeroporto di Enfida-Hammamet o Aeroporto Internazionale di Enfida (IATA: NBE, ICAO: DTNH) è un aeroporto tunisino situato presso la città di Enfida; fino al 15 gennaio 2011 era intitolato all'ex presidente tunisino Zine El-Abidine Ben Ali.
È situato a dieci chilometri stradali a sud del centro di Enfida e a cinquanta chilometri stradali a sud di Hammamet.

## Storia
La costruzione è iniziata nel 2007 ed è terminata nel 2009.
Lo scalo è stato aperto il 1º dicembre 2009 ed il primo volo è stato operato il 4 dicembre 2009. Il costo totale della costruzione ammonta a 436 milioni di Euro.